# Pozsareváci béke
A pozsareváci béke (németül: Friede von Passarowitz) a Habsburg Birodalom, a Velencei Köztársaság és az Oszmán Birodalom között 1718. július 21-én, Pozsarevácon megkötött békeszerződés, lezárva a Habsburg–török és a velencei–török háborút. A béke aláírásának következtében a történelmi Magyar Királyság területén megszűnt a török uralom.

## Tartalma

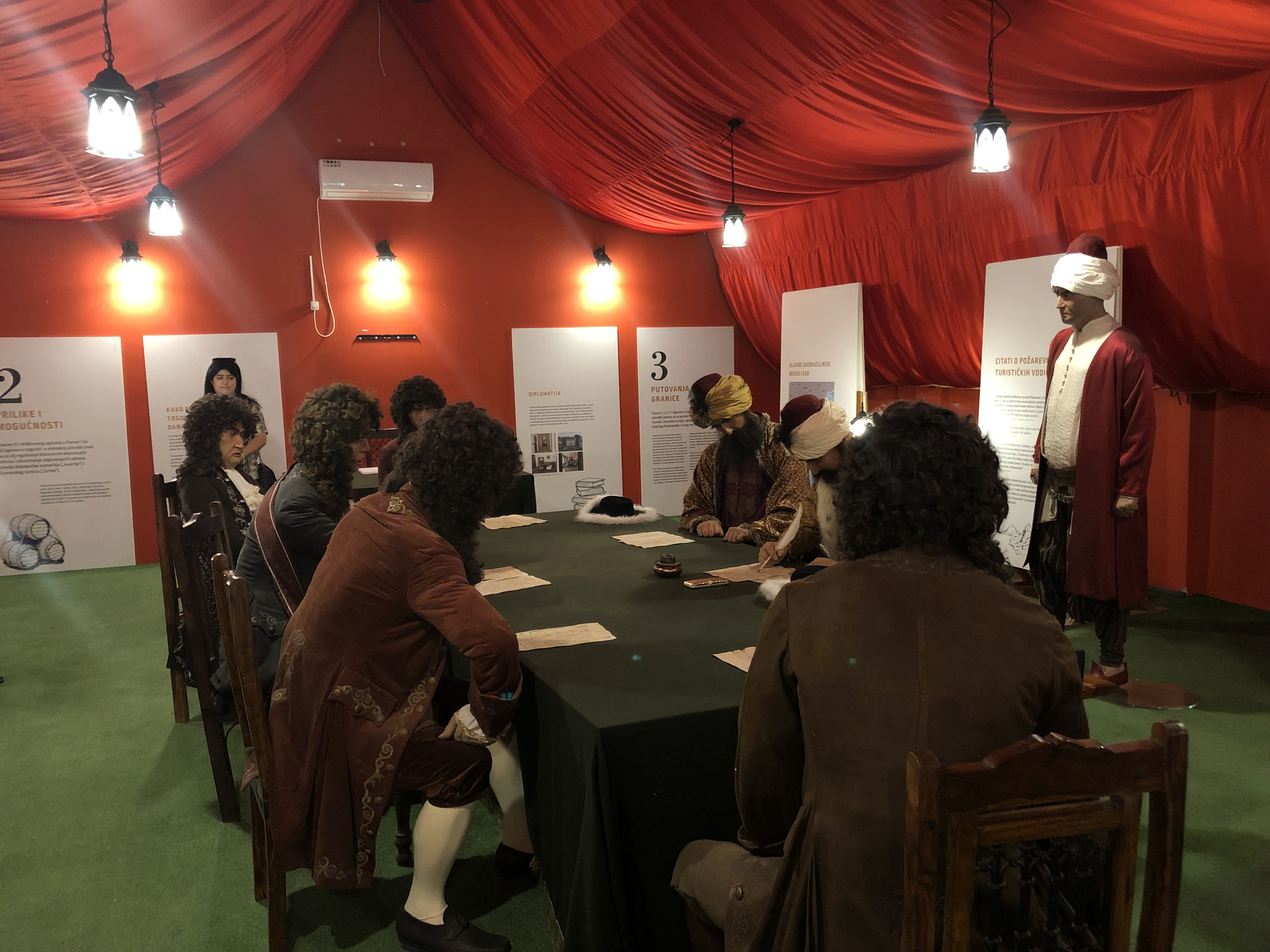
Diaporáma egy pozsareváci kiállításon

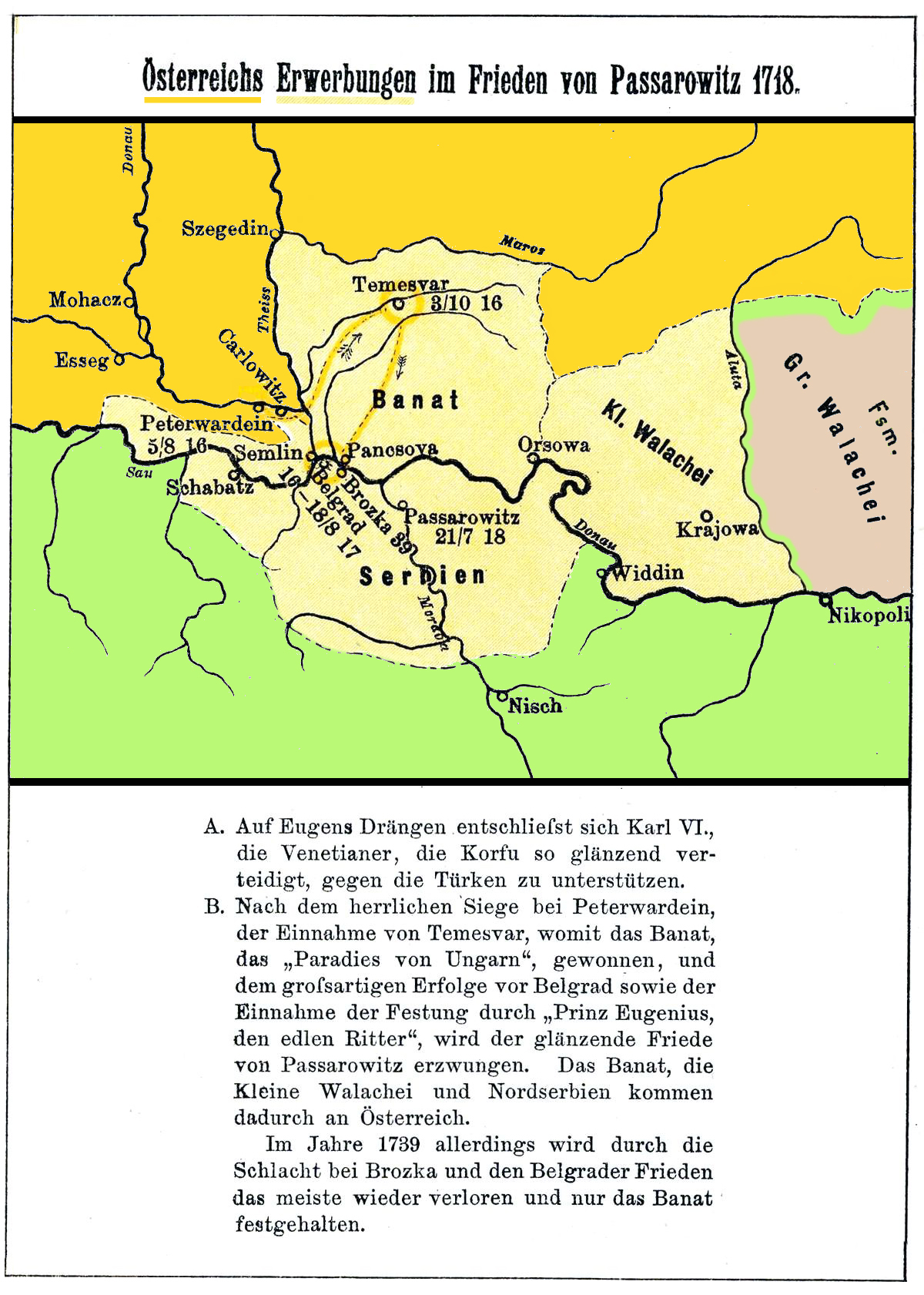
A pozsareváci békekötés osztrák nyeresége

Nem teljesült az a Habsburg-ház követelése, hogy a török porta szolgáltassa ki „kellő büntetésük végett” Rákóczit, Bercsényit, Forgách Simont és Esterházy Antalt. Rákóczi és hívei az Oszmán Birodalom területén maradhattak. A szultán határozata szerint a bujdosó Rákóczit és híveit a Márvány-tenger partján fekvő Rodostóba internálta.
A törökök lemondtak a Temesi Bánságról, Szerbia és Bosznia északi részéről, Havasalföld nyugati feléről Ausztria javára, de megszerezték Velencétől annak peloponnészoszi birtokait. E békeszerződés után kezdődött a Temesi bánság betelepítése német telepesekkel.
A békekötést követő időszak lehetővé tette, hogy a pragmatica sanctio által a Habsburg uralom megszilárdulhasson Magyarországon.